# Sporaeginthus formosus
Sporaeginthus formosus là một loài chim trong họ Estrildidae.